# Dominique Swain

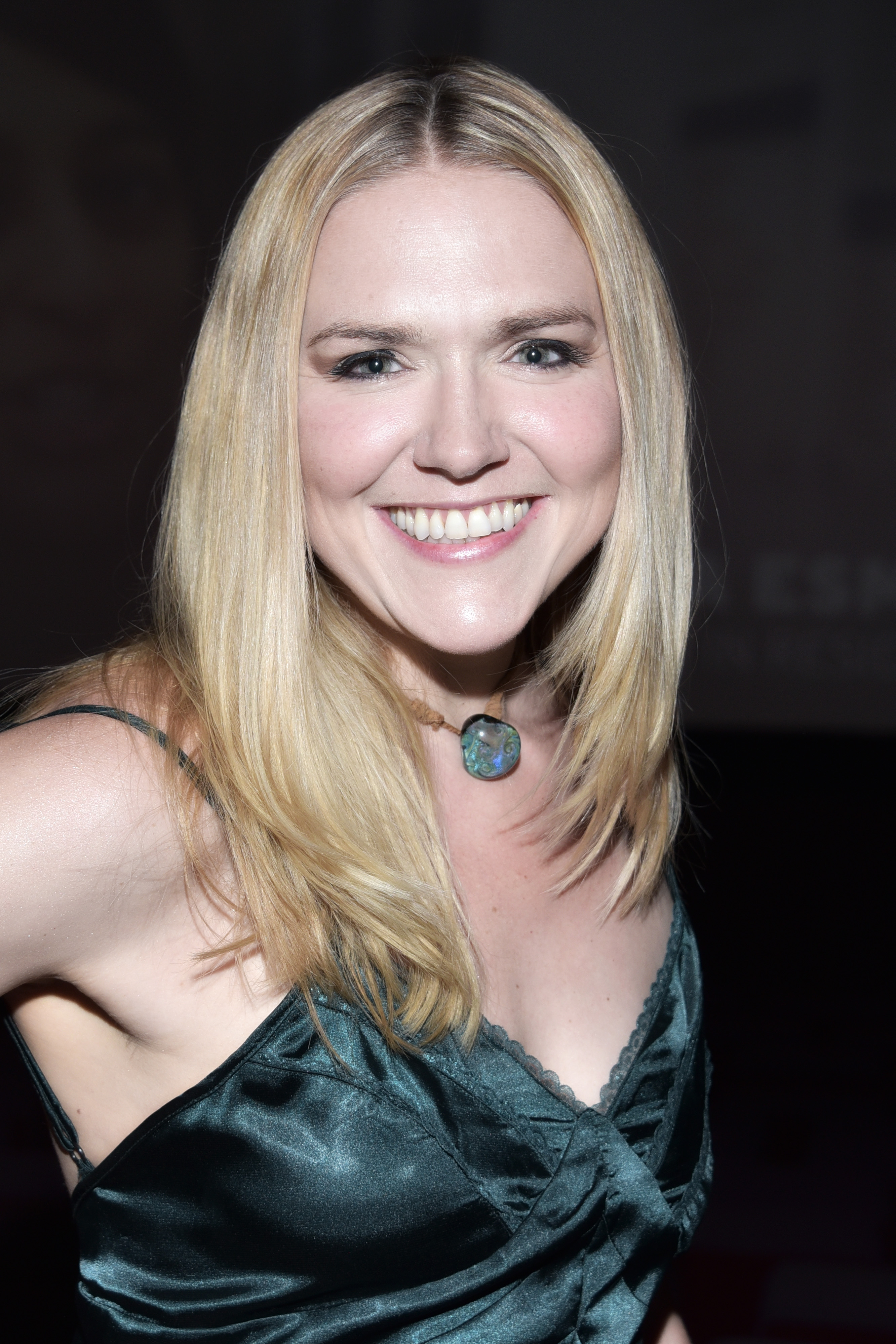
Dominique Swain (2017)

Dominique Ariane Swain (* 12. August 1980 in Malibu, Kalifornien) ist eine US-amerikanische Schauspielerin.

## Karriere
Swain begann 1993 als Stuntgirl für den Film Das zweite Gesicht von Joseph Ruben. 1997 wurde sie für den Actionfilm Im Körper des Feindes von John Woo besetzt. Danach wurde sie vor allem durch ihre Darstellung der jugendlichen, verführerischen Lolita in der gleichnamigen Neuverfilmung des Romans von Vladimir Nabokov bekannt. Im Jugenddrama Tart – Jet Set Kids von Christina Wayne verkörperte sie 2001 die Hauptrolle eines Schulmädchens in einer Jet-Set-Clique. Ihr Schaffen umfasst über 100 Film- und Fernsehproduktionen.
Swain ließ sich 2001 für „I’d rather go naked than wear fur“ (Ich würde lieber nackt gehen als Pelz tragen) der Organisation PETA (People For The Ethical Treatment of Animals) fotografieren. 2002 belegte Swain im Stuff Magazine den 79. Platz bei der Wahl zu den „102 aufreizendsten Frauen der Welt“.
Ihre Schwester Chelse Swain ist ebenfalls Schauspielerin.

## Filmografie (Auswahl)
- 1997: Im Körper des Feindes (Face/Off)
- 1997: Lolita
- 1998: Cool Girl (Girl)
- 2000: The Smokers
- 2000: Intrigen – erotisch und gefährlich (The Intern)
- 2001: Happy Campers
- 2001: Tart – Jet Set Kids (Tart)
- 2002: New Best Friend – Gefährliche Freundin (New Best Friend)
- 2002: Dead in the Water
- 2002: Pumpkin
- 2003: Mean People Suck
- 2003: The Job … den Finger am Abzug (The Job)
- 2003: As Virgins Fall
- 2003: Briar Patch
- 2004: The Freediver
- 2004: Out of Season
- 2004: The Madam’s Family: The Truth About the Canal Street Brothel (Fernsehfilm)
- 2005: Vinyl
- 2005: Devour
- 2005: JAG – Im Auftrag der Ehre (Fernsehserie, 1 Folge)
- 2006: All In – Pokerface (All In)
- 2006: Alpha Dog – Tödliche Freundschaften (Alpha Dog)
- 2006: Totally Awesome (Fernsehfilm)
- 2007: The Pacific and Eddy
- 2007: Fall Down Dead
- 2007: Dead Mary
- 2007: White Air
- 2008: Borders
- 2008: Prairie Fever
- 2008: Stiletto
- 2008: Noble Things
- 2008: Toxic
- 2008: Capers
- 2009: Nightfall
- 2009: Stuntmen
- 2010: Road to Nowhere
- 2010: Trance
- 2012: Nazi Sky – Die Rückkehr des Bösen (Nazis at the Center of the Earth)
- 2012: Girl from the Naked Eye
- 2013: Blue Dream
- 2014: Fatal Instinct
- 2015: Skin Traffik
- 2015: The Mourning
- 2015: Fatal Flip (Fernsehfilm)
- 2015: 6 Ways to Die
- 2015: Rock Story
- 2015: Embers
- 2015: A Horse Tail
- 2016: Sharkansas Women’s Prison Massacre (Fernsehfilm)
- 2016: The Wrong Roommate (Fernsehfilm)
- 2016: Fishes ’n Loaves: Heaven Sent
- 2016: A Doggone Christmas
- 2016: A Husband for Christmas (Fernsehfilm)
- 2017: The Matadors
- 2017: Deprivation
- 2017: You Can’t Have It
- 2017: Air Speed – Fast and Ferocious (The Fast and the Fierce)
- 2017: Boone – The Bounty Hunter
- 2017: You Have a Nice Flight
- 2017: The Black Room
- 2017: Hexing
- 2017: Spreading Darkness
- 2018: Rottentail
- 2018: Battle Drone
- 2018: Astro
- 2018: Minutes to Midnight
- 2018: The Wrong Cruise (Fernsehfilm)
- 2018: For Jennifer
- 2018: Nazi Overlord
- 2018: The Wrong Teacher (Fernsehfilm)
- 2018: 1st Born
- 2018: Battle Drone
- 2019: Blood Craft
- 2019: The Last Big Save
- 2019: 2177: The San Francisco Love Hacker Crimes
- 2019: The Wrong Mommy (Fernsehfilm)
- 2019: Eminence Hill
- 2020: Chronicle of a Serial Killer
- 2020: Girl Lost: A Hollywood Story
- 2020: Meteor Moon
- 2021: Obsessed with the Babysitter (Fernsehfilm)
- 2021: The Wrong Mr. Right (Fernsehfilm)
- 2022: 4 Horsemen: Apocalypse – Das Ende ist gekommen (4 Horsemen: Apocalypse)
- 2022: Shadow Master
- 2023: Secrets at the Museum (Fernsehfilm)
- 2023: End Times
- 2023: End Times (II)

## Auszeichnungen
- Nominierung für den Saturn Award als beste Nachwuchsdarstellerin für Im Körper des Feindes (1998)